# El Roto
Andrés Rábago García, dit El Roto (né en 1947 à Madrid), est un auteur de bande dessinée et dessinateur de presse espagnol.

## Biographie
Utilisant simultanément les pseudonymes OPS et El Roto, Andrés Rábago publie ses dessins dans des revues telles que La Codorniz, Hermano Lobo, Triunfo et Madriz, puis dans les journaux Diario 16, El Independiente, El Periódico de Catalunya et El País. Il se consacre également à la peinture sous son propre nom.
Son style s'inscrit dans la tradition surréaliste et peut être rapproché du travail de Roland Topor.

## Œuvres
- Los hombres y las moscas (Fundamentos, Madrid, 1971).
- Mitos, ritos y delitos (Fundamentos, Madrid, 1973).
- Ovillos de baba (Castellote, Madrid, 1973).
- La cebada al rabo (Cuadernos para el Diálogo, 1975, 199 p., prologue de Félix Grande).
- Bestiario (Alfaguara, 1989).
- De un tiempo a esta parte (Ediciones de la Torre, 1991).
- Habas contadas (Promoción Popular Cristiana, 1994).
- La memoria del constructor (Diputación de Sevilla, 1998).
- La visita inesperada (Centro Cultural Conde Duque, 1998).
- El fogonero del Titanic (Temas de hoy, 1999).
- El pabellón de azogue (Círculo de lectores/ Mondadori, 2001).
- Bestiario (Medusa Ediciones, 2002).
- El guardagujas (Universidad de Alcalá, 2003).
- El libro de los desórdenes (Círculo de Lectores/Mondadori, 2003).
- El libro de los abrazos (Círculo de Lectores, 2004).
- Vocabulario figurado (Círculo de Lectores/Mondadori, 2005).
- El libro de los desórdenes (Reservoir Books, 2006).
- Vocabulario Figurado 2 (Reservoir Books, 2007).
- Viñetas para una crisis (Reservoir Books, 2011).
- Camarón que se duerme (se lo lleva la corriente de opinión) (Reservoir Books, 2011).
- A cada uno lo suyo (Reservoir Books, 2013).
- Oh la l'art. (Libros del Zorro Rojo, 2013).
- El libro verde (Reservoir Books, 2014).
- Desescombro (Reservoir Books, 2016).
- Antitauromaquia (Reservoir Books, 2017, avec Manuel Vicent).
- Contra muros y banderas, (Reservoir Books, 2018).

## Prix et récompenses
- 1997 : Prix international d'humour Gat Perich, pour l'ensemble de son œuvre
- 2001 : Prix Haxtur de l'humour
- 2004 : Prix ibéro-américain d'humour graphique Quevedos, pour l'ensemble de son œuvre
- 2017 : Médaille d'or du mérite des beaux-arts[3].